# Parasole
Parasole– први сингл пољске певачице Наталије Шредер на њеном другом албуму. Сингл је објављен 23. марта 2018. године.

## Музички спот
За песму је направљен музички спот, у режији Adam Gawenda и Natalia Szroeder. У опису спота стоји:
'Кишобрани' је веома интимна, носталгична прича, перверзно постављена на интензиван, снажан ритам. Мислим да се свако од нас запитао да ли је сада тренутак да престанемо да слушамо интуицију и да слепо верујемо у оно што нам срце говори. Да ли је ово тренутак да пустите логику да дође до изражаја, да ваша глава почне да математички анализира чињенице? И спот и сама песма говоре о таквом унутрашњем рату између гласа срца и здравог разума, о унутрашњем сукобу.
Ово ми је заиста важна песма и знам да ће увек имати своје посебно место у мом сећању. Заиста бих волела да слушаоци верују у то онолико колико ја верујем у то, да то осете једнако снажно као што ја то осећам. Пуна узбуђења, дрхтавих руку, представљам вам 'Кишобране', песму која најављује мој други, сасвим другачији и свакако зрелији албум.
Спот је 23. марта 2018. године стављен на располагање путем веб странице YouTube.

## Пријем
| Година | Земља  | Топ листа         | Највиша позиција |
| ------ | ------ | ----------------- | ---------------- |
| 2018   | Пољска | AirPlay – Top     | 42               |
| 2018   | Пољска | AirPlay – Nowości | 3                |